# Máel Dúin mac Fergusa
Máel Dúin mac Fergusa (m. 785) fue Rey del sur de Brega de los Uí Chernaig de Lagore, una rama de la familia Síl nÁedo Sláine, dinastía de los Ui Neill del sur. Era hijo de Fergus mac Fogartaig (m. 751), que también fue rey del sur de Brega, y nieto del rey supremo Fogartach mac Néill (m. 724). Gobernó entre 778 y 785.
El rey supremo Donnchad Midi (m. 797) había hecho una campaña contra Leinster en 780 y luego firmó la paz. Al año siguiente, 781, tuvo lugar la Batalla de Rig entre los Síl nÁedo Sláine y los Uí Garrchon, familia de los Laigin, donde su rey Cú Chongalt murió. Donnchad había sometido Brega en 778 y los anales no mencionan si este enfrentamiento contra los Uí Garrchon formaba parte de la campaña de Donnchad  campaña o era un acto de desafío de los hombres de Brega o sencillamente una escaramuza fronteriza sin conexión. La campaña es significativa en tanto que ambas dinastías de los Síl nÁedo Sláine, tanto los Uí Chernaig como los Uí Chonaing del norte Brega, lucharon juntos. Estas dos familias habían estado enfrentadas durante gran parte del siglo VIII. Máel Dúin y su primo Fogartach mac Cummascaig (m. 786) lideraron a los Uí Chernaig en esta batalla.
Máel Dúin es titulado Rey de Loch Gabor en su obituario en los anales, la primera vez que se utiliza este título. Sus hijos, Óengus mac Máele Dúin (m. 825) y Cairpre mac Máele Dúin (m. 836) fueron también reyes de Loch Gabor.